# Frente de Justicia y Desarrollo
El Frente de Justicia y Desarrollo, a veces traducido como Frente por la Justicia y el Desarrollo (en árabe: جبهة العدالة والتنمية; en francés: Front pour la justice et le développement), es un partido político islamista argelino liderado por Abdallah Djaballah. Djaballah es el exlíder del Movimiento por la Reforma Nacional.
El partido se inspiró en el Partido de la Justicia y el Desarrollo de Turquía.